# Sara Doorsoun
Sara Doorsoun, född den 17 november 1991 i Köln, är en tysk fotbollsspelare (försvarare) som spelar för Eintracht Frankfurt. Hon har tidigare representerat bland annat SGS Essen, Turbine Potsdam, VfL Wolfsburg och det tyska landslaget.

## Klubbkarriär
Med VfL Wolfsburg blev hon tysk mästare säsongen 2018/2019.

## Landslagskarriär
Doorsoun var en del av den landslagstrupp som representerade Tyskland under VM i Frankrike år 2019.